# Giro d'Italia 1955
Il Giro d'Italia 1955, trentottesima edizione della "corsa rosa", si svolse in ventuno tappe dal 14 maggio al 5 giugno 1955, per un percorso totale di 3 861 km. Fu vinto da Fiorenzo Magni, con un vantaggio di soli 13 secondi su Fausto Coppi (terzo minor distacco fra primo e secondo classificato nella storia della corsa).
Nencini, rivelazione del Giro, era in maglia rosa a due giorni dall'arrivo a Milano, ma Coppi e Magni si coalizzarono e lo attaccarono approfittando di una sua foratura lungo una strada in ghiaia nella tappa di San Pellegrino Terme. Tappa a Coppi (sua ultima vittoria sulle strade del Giro) e maglia rosa finale a Magni, che con i suoi 35 anni detiene tuttora il primato di ciclista più anziano ad essersi aggiudicato la corsa.

## Tappe
| Tappa  | Data      | Percorso                                       | km    | Vincitore di tappa  | Leader cl. generale |
| ------ | --------- | ---------------------------------------------- | ----- | ------------------- | ------------------- |
| 1ª     | 14 maggio | Milano > Torino                                | 163   | Guido Messina       | Guido Messina       |
| 2ª     | 15 maggio | Torino > Cannes (FRA)                          | 243   | Fiorenzo Magni      | Fiorenzo Magni      |
| 3ª     | 16 maggio | Cannes (FRA) > Sanremo                         | 123   | Nino Defilippis     | Fiorenzo Magni      |
| 4ª     | 17 maggio | Sanremo > Acqui Terme                          | 192   | Alessandro Fantini  | Fiorenzo Magni      |
| 5ª     | 18 maggio | Acqui Terme > Genova                           | 170   | Giancarlo Astrua    | Fiorenzo Magni      |
| 6ª     | 19 maggio | Genova > Lido d'Albaro (cron. a squadre)       | 18    | Torpado-Ursus       | Fiorenzo Magni      |
| 7ª     | 20 maggio | Genova > Viareggio                             | 164   | Giovanni Corrieri   | Fiorenzo Magni      |
|        | 21 maggio | giorno di riposo                               |       |                     |                     |
| 8ª     | 22 maggio | Viareggio > Perugia                            | 260   | Rino Benedetti      | Fiorenzo Magni      |
| 9ª     | 23 maggio | Perugia > Roma                                 | 174   | Gastone Nencini     | Fiorenzo Magni      |
| 10ª    | 24 maggio | Frascati > Frascati                            | 207   | Bernardo Ruiz       | Bruno Monti         |
| 11ª    | 25 maggio | Roma > Napoli                                  | 242   | Vincenzo Zucconelli | Bruno Monti         |
| 12ª    | 26 maggio | Napoli > Scanno                                | 216   | Gastone Nencini     | Raphaël Géminiani   |
| 13ª    | 27 maggio | Scanno > Ancona                                | 251   | Giorgio Albani      | Raphaël Géminiani   |
| 14ª    | 28 maggio | Ancona > Pineta di Cervia                      | 173   | Giuseppe Minardi    | Raphaël Géminiani   |
| 15ª    | 29 maggio | Pineta di Cervia > Ravenna (cron. individuale) | 50    | Pasquale Fornara    | Gastone Nencini     |
| 16ª    | 30 maggio | Ravenna > Lido di Jesolo                       | 245   | Rino Benedetti      | Gastone Nencini     |
| 17ª    | 31 maggio | Lido di Jesolo > Trieste                       | 150   | Alessandro Fantini  | Gastone Nencini     |
|        | 1º giugno | giorno di riposo                               |       |                     |                     |
| 18ª    | 2 giugno  | Trieste > Cortina d'Ampezzo                    | 236   | Angelo Conterno     | Gastone Nencini     |
| 19ª    | 3 giugno  | Cortina d'Ampezzo > Trento                     | 227   | Jean Dotto          | Gastone Nencini     |
| 20ª    | 4 giugno  | Trento > San Pellegrino Terme                  | 216   | Fausto Coppi        | Fiorenzo Magni      |
| 21ª    | 5 giugno  | San Pellegrino Terme > Milano                  | 141   | Hugo Koblet         | Fiorenzo Magni      |
| Totale | Totale    | Totale                                         | 3 861 |                     |                     |

## Squadre e corridori partecipanti
Partecipano alla corsa quattordici squadre composte da sette ciclisti ciascuna, per un totale di 98 ciclisti al via. Oltre alla Nazionale francese, quattro formazioni (Faema-Guerra, Girardengo-Eldorado, Doniselli e Ignis) non sono club ma Nazionali patrocinate da marchi, in rappresentanza rispettivamente di Svizzera, Belgio, Paesi Bassi e Spagna.
| N.    | Cod. | Squadra             |
| ----- | ---- | ------------------- |
| 1-7   | FAE  | Faema-Guerra        |
| 8-14  | BEL  | Girardengo-Eldorado |
| 15-21 | FRA  | Francia             |
| 22-28 | DON  | Doniselli           |
| 29-35 | IGN  | Ignis               |
| 36-42 | BIA  | Bianchi-Pirelli     |
| 43-49 | LEG  | Legnano             |

| N.    | Cod. | Squadra        |
| ----- | ---- | -------------- |
| 50-56 | ATA  | Atala-Pirelli  |
| 57-63 | FRE  | Fréjus         |
| 64-70 | TOR  | Torpado-Ursus  |
| 71-77 | WEL  | Welter-Ursus   |
| 78-84 | CHL  | Leo-Chlorodont |
| 85-91 | ARB  | Arbos          |
| 92-98 | NIV  | Nivea-Fuchs    |

## Classifiche finali

### Classifica generale - Maglia rosa
| Pos. | Corridore         | Squadra   | Tempo      |
| ---- | ----------------- | --------- | ---------- |
| 1    | Fiorenzo Magni    | Nivea     | 108h56'12" |
| 2    | Fausto Coppi      | Bianchi   | a 13"      |
| 3    | Gastone Nencini   | Leo       | a 4'08"    |
| 4    | Raphaël Géminiani | Francia   | a 4'51"    |
| 5    | Agostino Coletto  | Fréjus    | a 7'19"    |
| 6    | Aldo Moser        | Torpado   | a 8'01"    |
| 7    | Pasquale Fornara  | Leo       | a 9'16"    |
| 8    | Salvador Botella  | Ignis     | a 14'10"   |
| 9    | Wout Wagtmans     | Doniselli | a 16'03"   |
| 10   | Hugo Koblet       | Faema     | a 20'16"   |

### Classifica del Gran Premio della Montagna
| Pos. | Corridore        | Squadra | Punti |
| ---- | ---------------- | ------- | ----- |
| 1    | Gastone Nencini  | Leo     | 7     |
| 2    | José Serra       | Ignis   | 6     |
| 3    | Bruno Monti      | Atala   | 4     |
| 3    | Antonio Gelabert | Ignis   | 4     |
| 5    | Giuseppe Minardi | Legnano | 3     |
| 5    | Jean Dotto       | Francia | 3     |

### Classifica traguardi volanti
| Pos. | Corridore       | Squadra | Punti |
| ---- | --------------- | ------- | ----- |
| 1    | Nino Defilippis | Torpado | 42    |
| 2    | Giorgio Albani  | Legnano | 39    |
| 3    | Rino Benedetti  | Leo     | 38    |
| 4    | Fiorenzo Magni  | Nivea   | 16    |
| 5    | Fausto Coppi    | Bianchi | 15    |

### Classifica squadre italiane
| Pos. | Squadra         | Punti |
| ---- | --------------- | ----- |
| 1    | Atala-Pirelli   | 840   |
| 2    | Leo-Chlorodont  | 918   |
| 3    | Nivea-Fuchs     | 1117  |
| 4    | Bianchi-Pirelli | 1203  |
| 5    | Torpado-Ursus   | 1222  |

### Classifica squadre straniere
| Pos. | Squadra             | Punti |
| ---- | ------------------- | ----- |
| 1    | Francia             | 1080  |
| 2    | Faema-Guerra        | 1190  |
| 3    | Doniselli           | 1331  |
| 4    | Ignis               | 1347  |
| 5    | Girardengo-Eldorado | 2636  |